# 노래방
노래방 (カラオケボックス, karaoke bokkusu)은 아시아, 미국, 캐나다에서 흔히 볼 수 있는 가라오케 시설의 한 종류이다. 일본에서 시작되어 현재 전 세계적으로, 특히 아시아에서 인기가 많다. 노래방은 일반적으로 일정 시간 동안 대여하는 가라오케 장비를 포함하는 여러 개의 방으로 구성된다. 일반적인 노래방 시설은 10~20개(또는 그 이상)의 방을 포함하며, 각 방은 다른 분위기를 내도록 테마를 지정하거나 오리지널 노래방으로 만들 수 있으며, 전면에 메인 가라오케 바 공간을 가질 수 있다. 가라오케 시설은 종종 음료를 판매하며, 때로는 음식을 판매하기도 하지만 때로는 무료 다과를 제공하기도 한다. 일본에서는 모든 연령대의 많은 사람들이 가라오케를 취미로 즐기며, 일본 음악계에 여전히 큰 영향을 미치고 있고 관광객을 유치하는 장소이다. 사람들은 가족 및 친구들과 함께 노래방에 가서 즐기기도 하지만, 혼자 가서 방 안에서 편안하게 공연을 즐기기도 한다. 이에 더해, 사적인 방보다는 인기 있는 유흥 지역에서 여전히 제공되는 오리지널 방식의 가라오케도 있다.

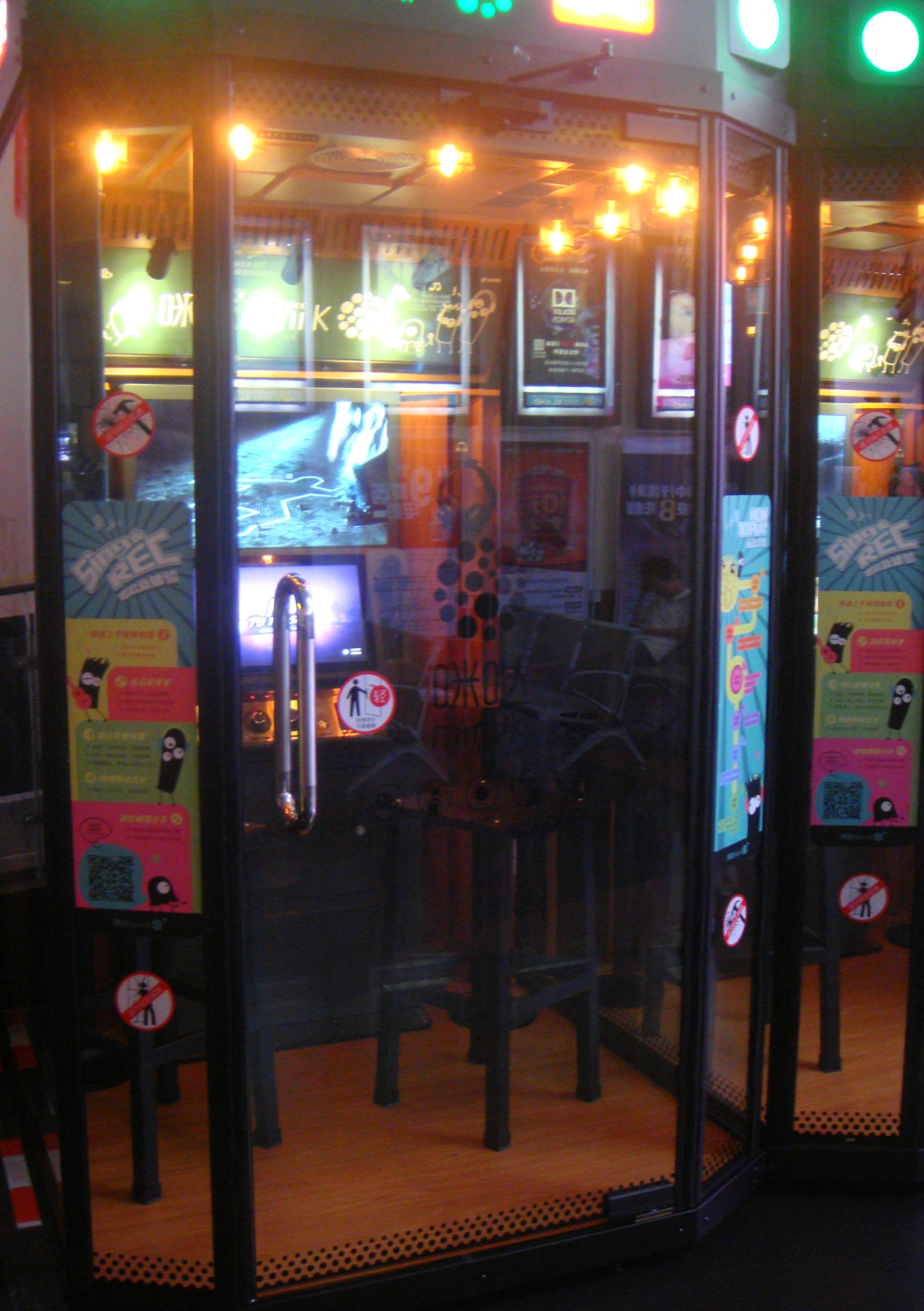
노래방

새로운 노래방 부스 트렌드가 중국 쇼핑몰에 등장하여 고객들이 사진 부스와 유사한 부스에 들어가 다양한 노래를 부를 수 있게 되었다. 이것은 1~2명이 사용하기에 적합하며 부스는 오리지널 노래방보다 저렴하다. 방을 빌릴 필요 없이 들어가서 여러 곡을 부를 수 있기 때문이다. 이 부스들은 노래방과 매우 유사하지만 더 작은 규모이며, 2017년에 최소 20,000개의 부스가 운영되어 추정 CN¥31억 8천만 위안(한화 약 ₩6,163억원)의 매출을 기록했다. 이 부스에는 에어컨, 고객을 위한 좌석, 반주기, 헤드셋이 갖추어져 있다.

## 나라별 명칭
다음과 같이 나라마다 다르게 불린다.
- 노래방(-房) : 대한민국
- KTV(卡拉OK TV,Karaoke TV) : 중화인민공화국 (중국), 중화민국 (타이완), 말레이시아, 싱가포르, 인도네시아
- 가라오케박스(Karaoke Box) : 홍콩, 일본, 마카오
- 비디오케(Videoke) : 필리핀
- 화면반주음악실(畵面伴奏音樂室) : 조선민주주의인민공화국 (북한)

## 나라별 법에 따른 분류

### 대한민국
식품위생법에서는 주류 판매 허가와 유흥접객원 고용 허가 여부에 따라 노래연습장, 단란주점, 유흥주점으로 구분한다.

#### 노래연습장
'노래연습장'은 반주에 맞추어 노래를 부를 수 있도록 하는 영상 또는 무영상 반주장치 등의 시설을 갖추는 것이 허용되며, 주류는 판매할 수 없다.

#### 단란주점
'단란주점'은 노래를 부르는 행위가 허용되고 주류 판매도 허용된다.

#### 유흥주점
'유흥주점'은 무도장 설치, 음주가무, 유흥접객원 고용이 허용된다.

## 노래방 업체

### 대한민국
- ASSA (구 영풍전자)
- TJ미디어 (구 태진미디어)
- 금영엔터테인먼트

### 일본
- JOYSOUND
- UGA[10]
- DAM

## 같이 보기
- 가라오케

## 기타
- 대한민국에서는 동전이나 지폐를 넣고 노래를 부를 수 있는 노래방인 코인 노래방(혹은 동전 노래방)이 젊은 층들 사이에 인기를 끌고 있다.흔히 줄여서 코노라고 부른다.
- 노래방 역사에 관한 자료
- KBS 2TV의 텔레비전 프로그램 《해피투게더 - 전설의 조동아리》의 한 코너인 《내 노래를 불러줘》는 노래방을 소재로 하는 예능 프로그램이다.
- SBS에서 〈도전 1000곡〉의 노래방을 소재로 하는 예능 프로그램이다.
- TV조선에서 〈신청곡을 불러드립니다 - 사랑의 콜센타〉의 미스터트롯 TOP7[11] 노래방을 소재로 하는 예능 프로그램이다.
- TV조선에서 〈금요일은 밤이 좋아〉의 미스트롯 2 TOP7 노래방을 소재로 하는 예능 프로그램이다.